# Sabrina De Leeuw
Sabrina De Leeuw, née le 19 août 1974, est une athlète belge spécialiste du saut en hauteur. Elle a été 8 fois championne de Belgique dans cette discipline. Son record personnel est de 1,93 m, réalisé à Sheffield en août 1993.

## Championnat de Belgique
| Discipline      | Résultats | Année                                          |
| --------------- | --------- | ---------------------------------------------- |
| saut en hauteur | 1re       | 1992, 1993, 1996, 1997, 1999, 2001, 2004, 2006 |

## Récompense
Elle remporte le Spike d'Or en 1993.